# Jenny (Familie)

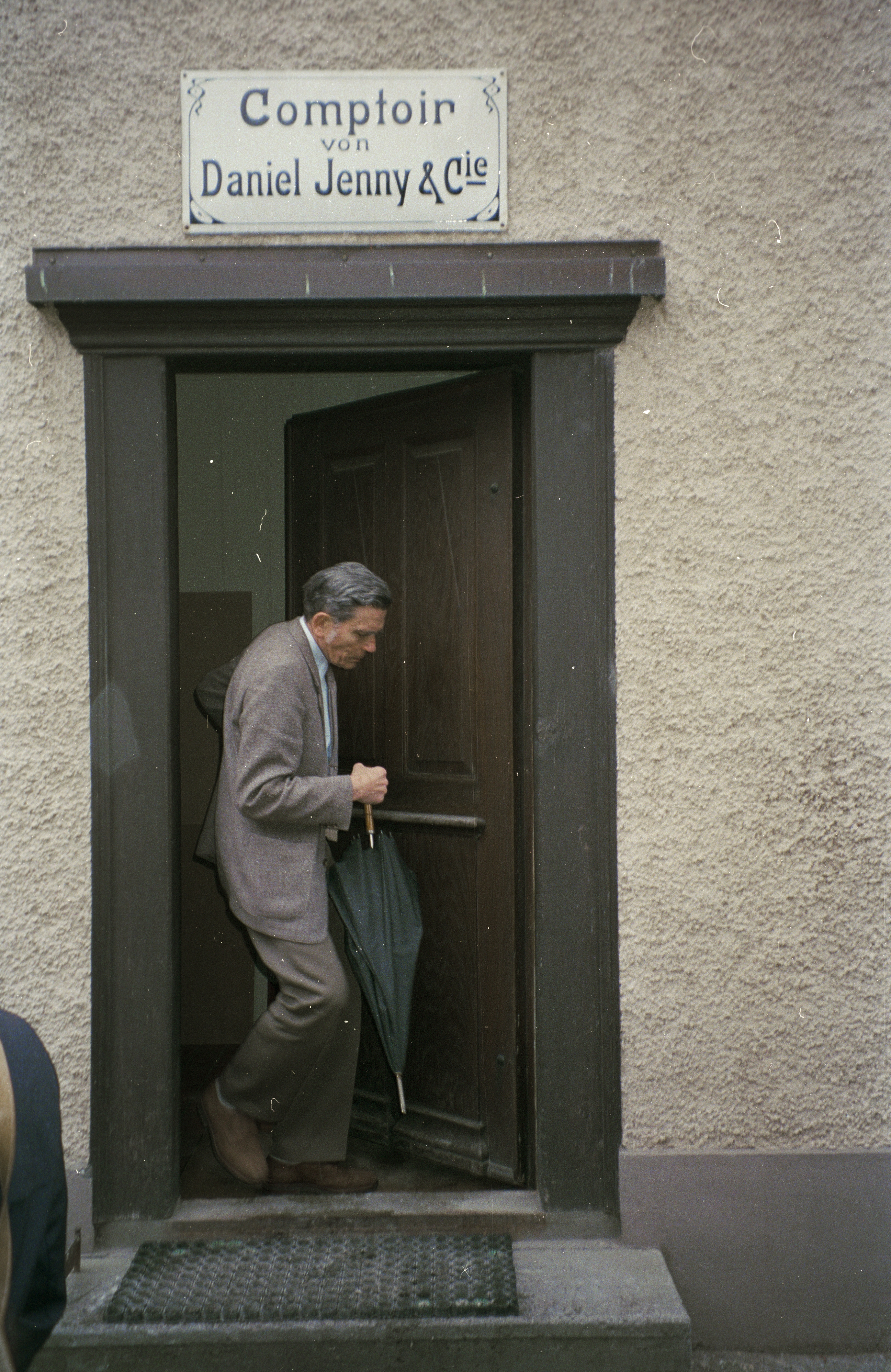
Daniel Jenny-Wipf (1917–2007), Haslen

Die Jenny sind ein reformiertes Geschlecht, das im Schweizer Kanton Glarus verbreitet und in Ennenda, Sool, Schwanden, Glarus, Mitlödi und Niederurnen verbürgert ist. Ihre Mitglieder waren Mitbegründer des Grosshandels, Pioniere der Industrialisierung und traten in der Politik weniger hervor. Sie stellten zweimal einen Landammann und vier Bundesparlamentarier (Caspar (1812–1860), Heinrich (1861–1937), Peter (1800–1874), Peter (1824–1879) National- und Ständerat).

## Geschichte
Der Familienname ist aus dem Vornamen Johannes hervorgegangen. Die Jennys kamen im 15. Jahrhundert im Sernftal und dann in Haslen vor. Der Stammvater der Mehrheit der heutigen Jenny, vor allem derjenigen aus Ennenda, ist das Ratsmitglied Heinrich Jenny, der vermutlich aus dem Raum Bern nach Ennenda zugewandert war und von 1477 bis 1499 das Land Glarus auf den Tagsatzungen vertrat. Sein Sohn Peter war 1522 Landweibel und 1530 Landvogt in Mendrisio, wo er im Amt starb. Der Enkel Heinrich (1490–1555) war 1555 der erste Landammann der Familie.  Mit seinem Antrag an der Landsgemeinde von 1525, die jährliche Wallfahrt nach Einsiedeln einzustellen, leitete er die Reformation in Glarus ein.

## Die Jenny-Linien
Bei den Jennys aus Ennenda können acht verschiedene Linien unterschieden werden, die dem Berner Stammvater zugeordnet werden. Der Stammvater der ersten Linie, die vor allem in Handel und Industrie bekannt wurde, war Kaspar (1585–1660). Die zweite geht auf Rudolf (um 1570–1651) zurück. Die dritte Linie wird Landammann Heinrich Jenny (um 1490–1555) zugeordnet. Von der vierten bis achten Linie traten nur wenige in der Öffentlichkeit auf.
Neben den acht Linien von Ennenda gehören wahrscheinlich auch die meisten Jennys von Sool und Schwanden zur Berner Familie. Peter (1567–1622), der Ende des 16. Jahrhunderts in den Gewehrrödeln erscheint, gilt als Stammvater der Sooler- und Schwanderlinien.

## Wirtschaftlicher Aufstieg
Der Aufstieg der Familie begann im 17. Jahrhundert mit dem Schiefertischhandel. Kaspars (1585–1660) Sohn Balthasar (1614–1697) gründete mit seinen acht Söhnen eine Tischlerdynastie, die ihre Plattentische auch ins Ausland exportierte.
Als der Schiefertischhandel im 18. Jahrhundert zurückging, begannen zwei Urenkel von Balthasar (Johann Rudolf (1724–1790) und sein Bruder Gabriel (1726–1766)), ein Textilunternehmen aufzubauen. Ihre Wienerhandlung Jenny, Aebli & Co. lieferte Textilien (Leinen, Baumwolltücher) nach Österreich, Polen und Russland und gründete im Ausland Fabriken. Familienmitglieder wanderten nach St. Petersburg, Riga und Südrussland aus.
Balthasars Urenkel Kaspar (1725–1804) importierte Getreide aus Italien und sein Sohn Salomon (1757–1822) gründete die Import/Export-Firma Salomon Jenny & Söhne in Triest. Salomons Sohn gründete unter dem Namen Jenny und Schindler Textilbetriebe in Hard und Kennelbach in Vorarlberg (Samuel Jenny (1837–1901), Unternehmer und Altertumsforscher und Friedrich Wilhelm Schindler (1856–1920), Unternehmer und Pionier der Elektrotechnik).

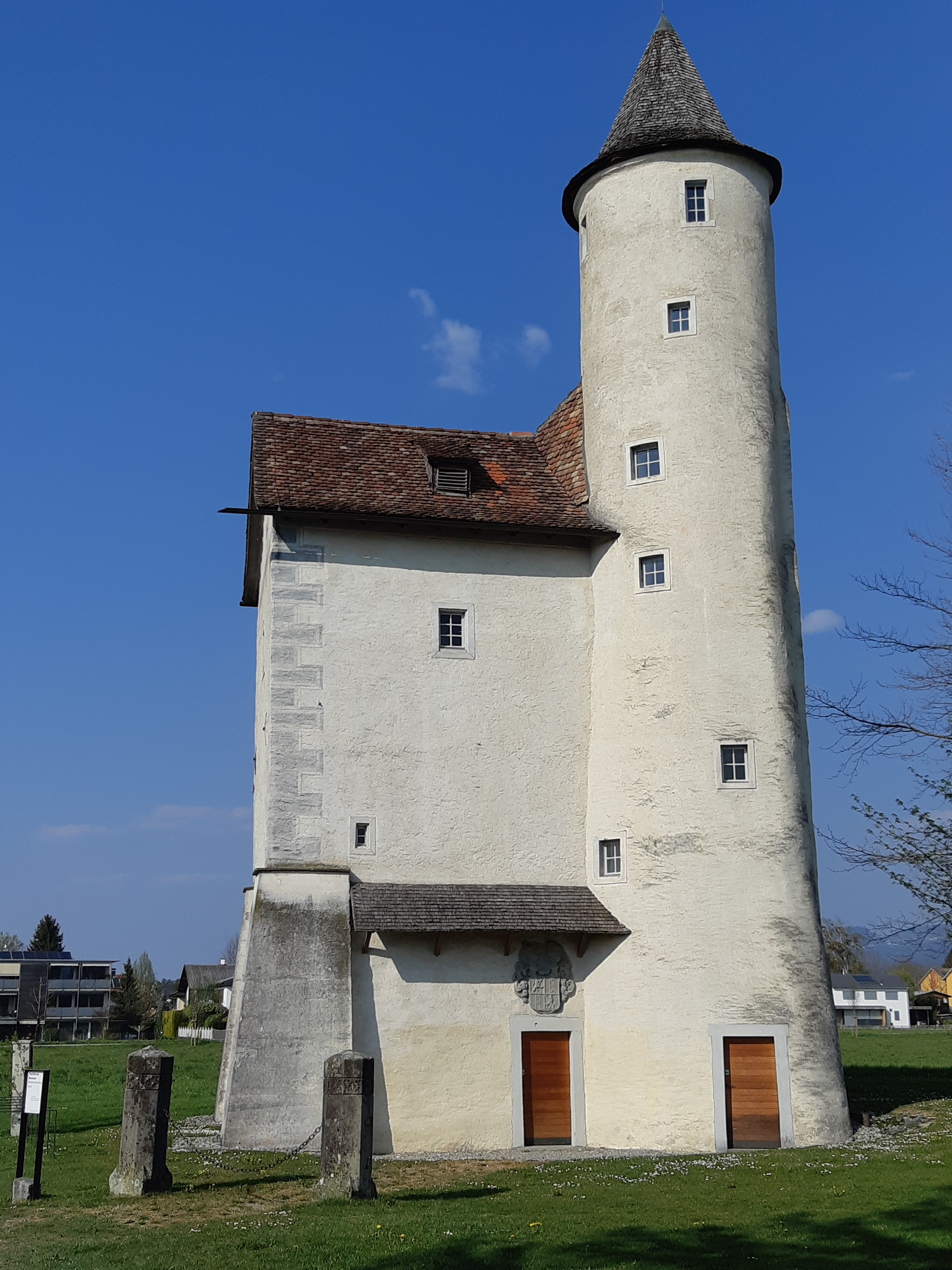
Textildruckerei in der ehemaligen Wasserburg, Hard
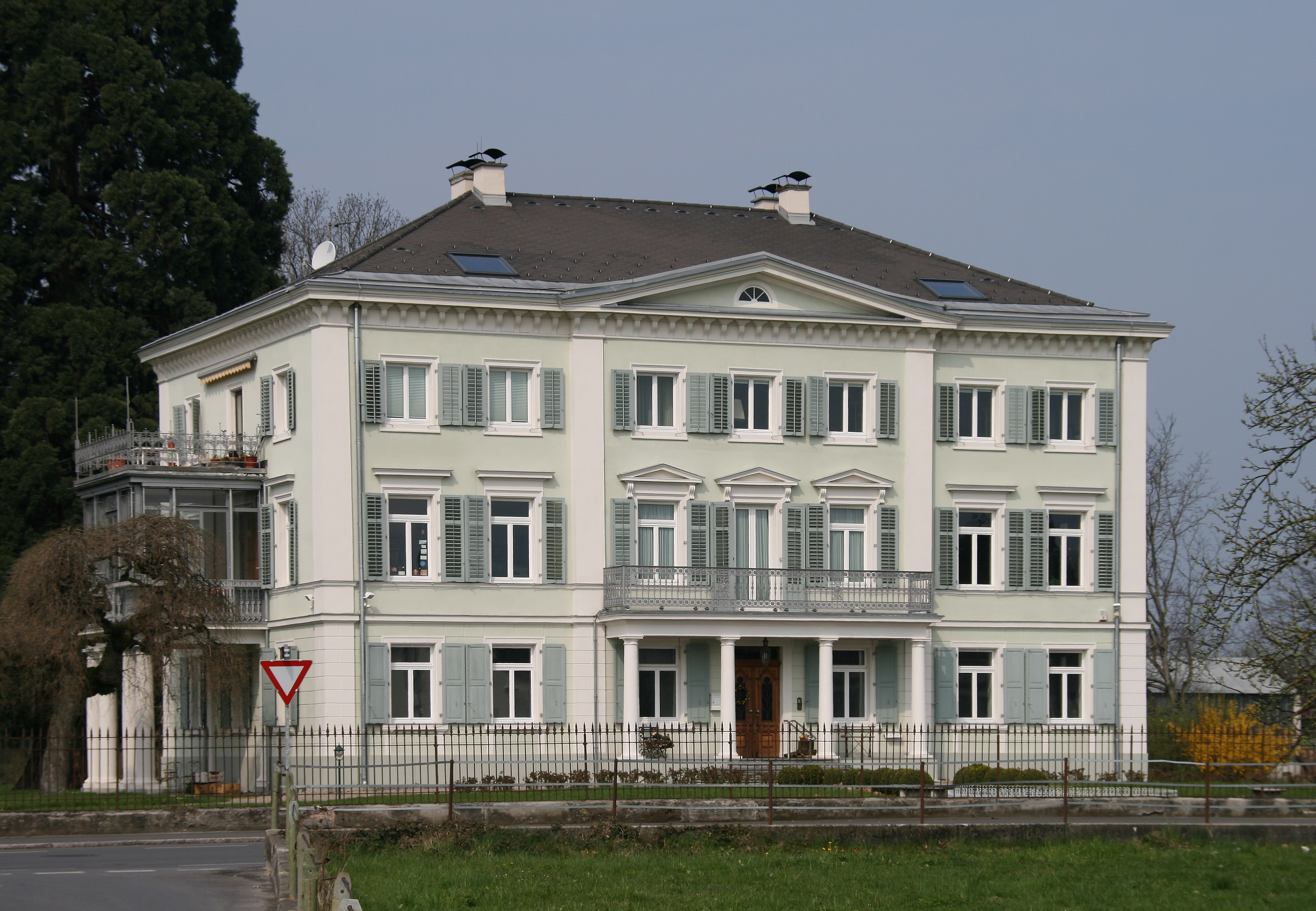
Villa Jenny, Hard
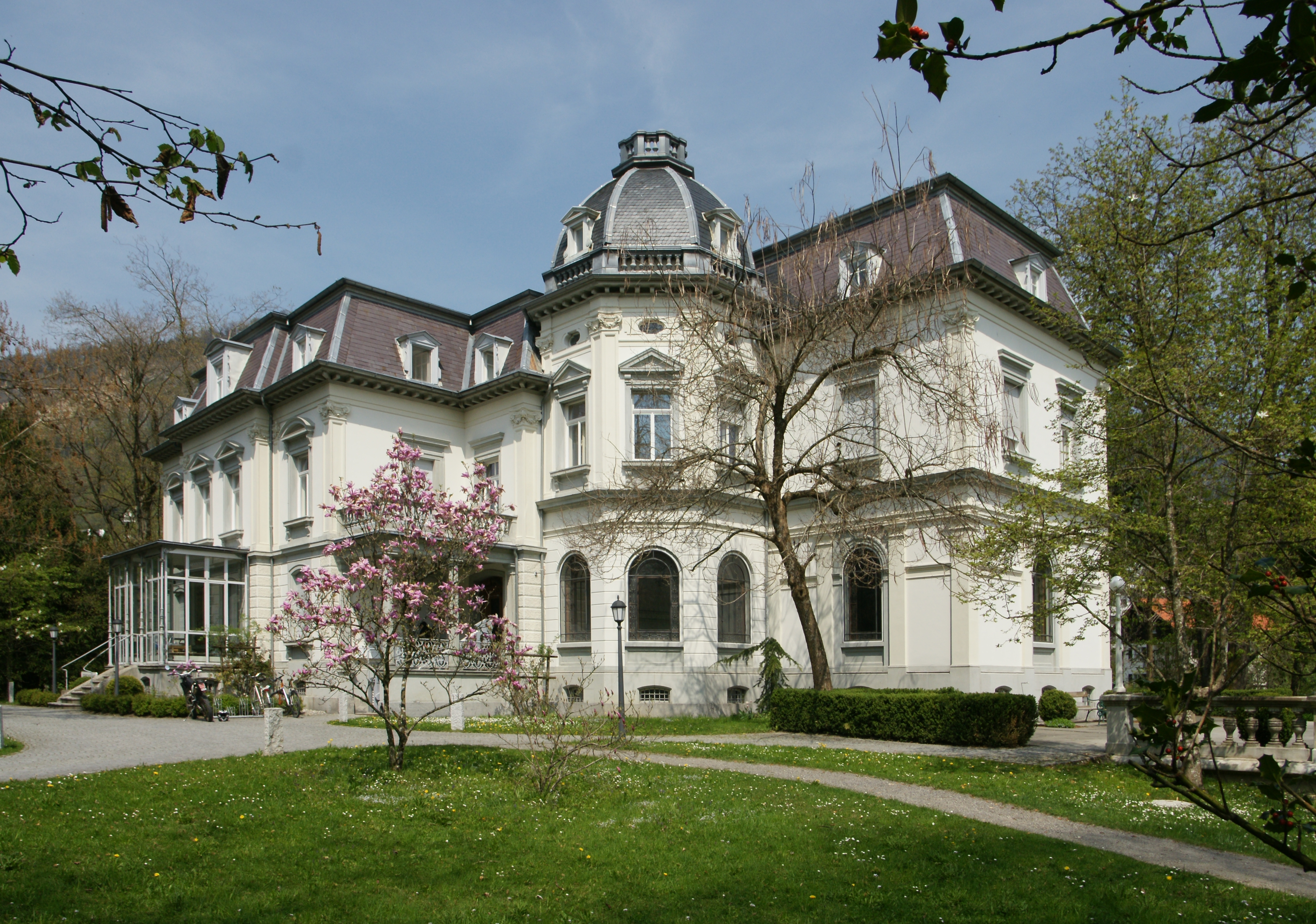
Villa Grünau, Schindler Kennelbach

Balthasars Urenkel Conrad (1706–1760) diente als Oberbefehlshaber im niederländischen Militärdienst und wurde Landvogt in Locarno. Sein Enkel Fridolin (1772–1826) gründete die Firma Jenny & Cie. mit einer Textildruckerei in Ennetbühls, aus der später die Kartonfabrik hervorging. 1856 errichtete das Unternehmen in Mollis eine Spinnerei und Weberei, die bis 1967 bestand.
Daniel (1751–1834) aus der zweiten Jenny-Linie gründete mit anderen Händlern aus Glarus die Deutschländerhandlung Jenny und Streiff, die bis 1819 existierte.
Der Sohn des Pfisters Johann Balthasar, Daniel (1789–1860), baute zwischen 1822 und 1823 eine der ersten mechanischen Spinnereien. Mit dem Wasserrecht für die Nutzung des Dorfbaches von Ennenda betrieb er eine Baumwollspinnerei mit 2000 Spindeln.
Daniels Neffe, Bartholome (1770–1836), gründete mit seinen Brüdern (Adolf, Bartholomäus, Daniel, Fridolin) 1808 die Firma Bartholome Jenny & Cie. in Ennenda und handelte vor allem mit Italien. Sie fusionierte 1827 mit der Druckerei Gebrüder Trümpy, gründete eine Textildruckerei und entwickelte sich zu einem der führenden Industrie- und Handelshäuser, das zwischen 1846 und 1847 um eine mechanische Spinnerei und Weberei in Haslen (später Daniel Jenny & Co.) erweitert wurde.

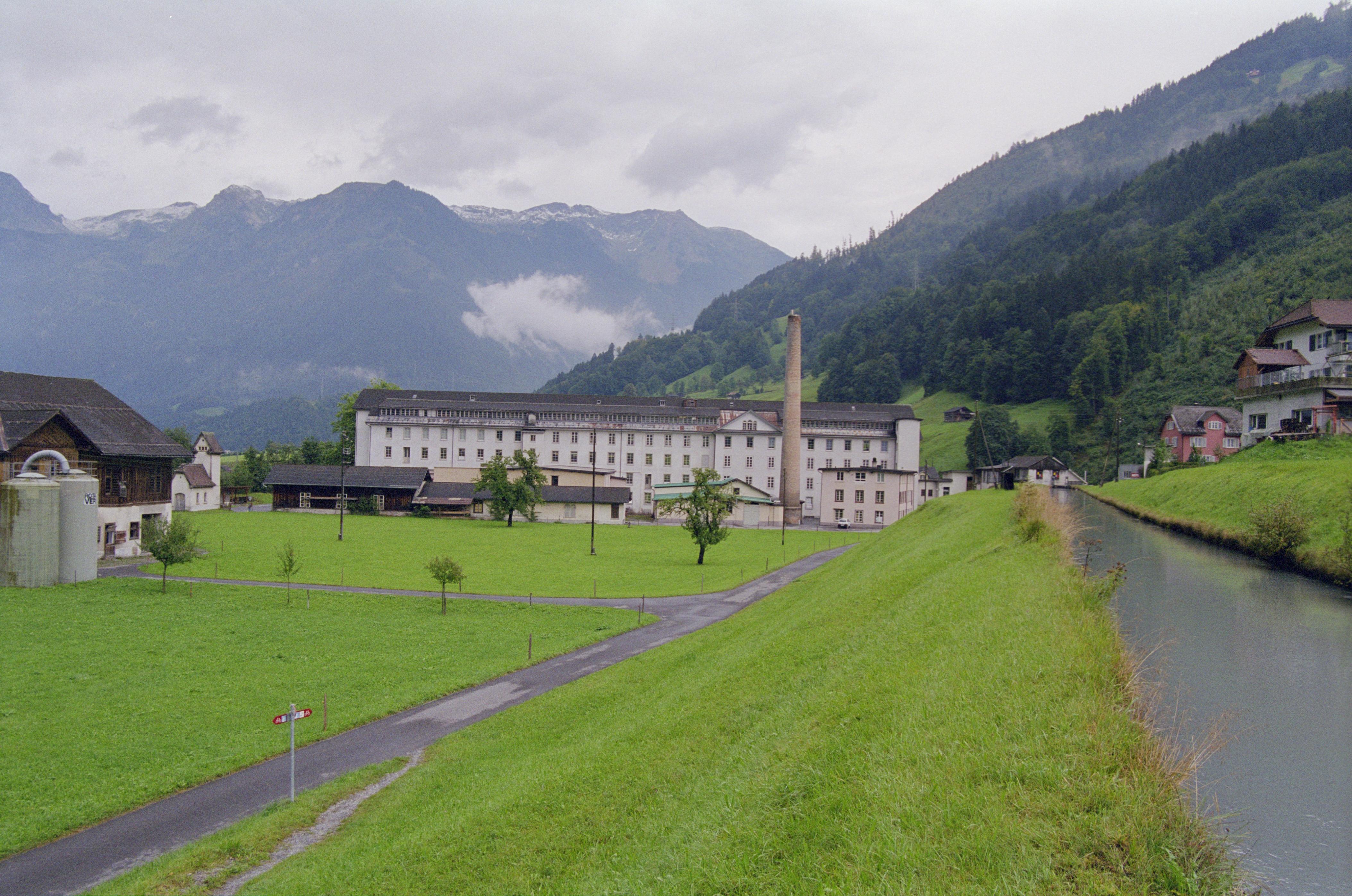
Spinnerei Daniel Jenny, Haslen
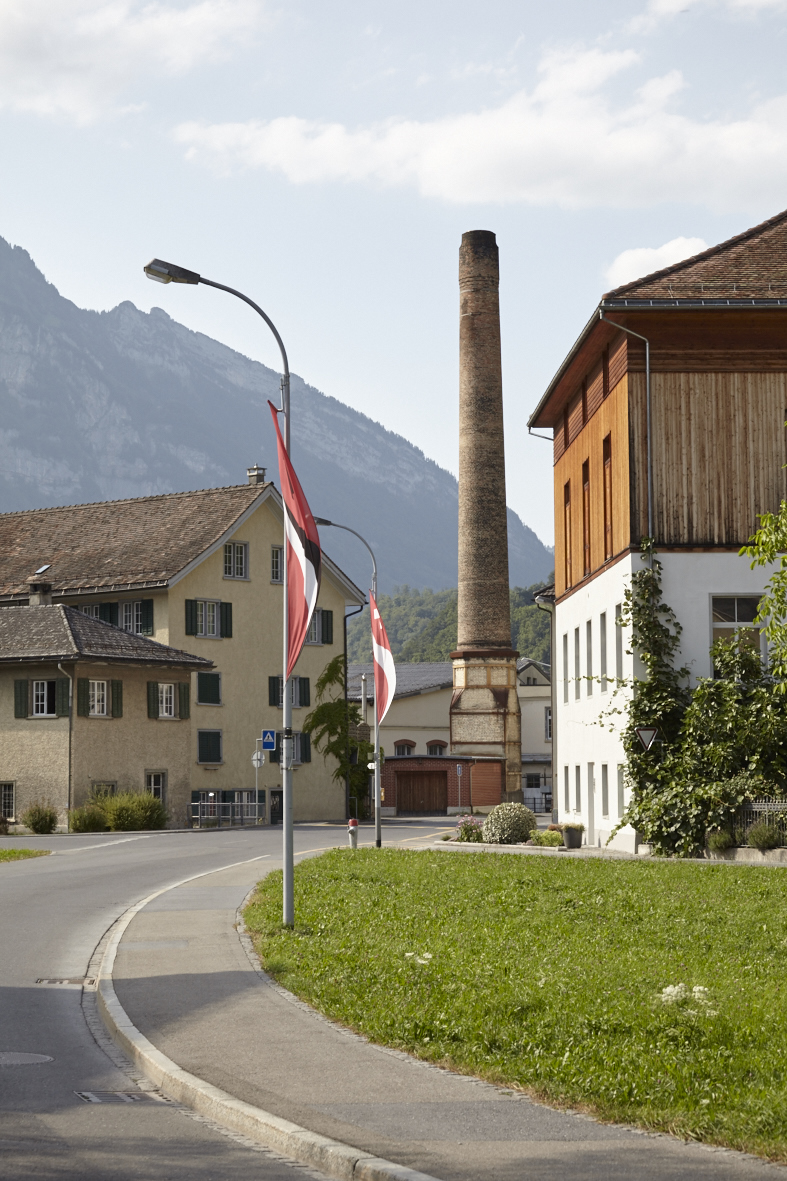
Trümpiger Jenny Areal, Ennenda

Caspar (1812–1860) trat 1842 aus der Firma Bartholome Jenny aus, wurde Mitglied der Standeskommission und von 1848 bis 1857 Landammann. Als erster Nationalrat von Glarus vertrat er den Kanton in Bern. Adolf (1855–1941), Partner der Firma Daniel Jenny & Cie., hat sich durch seine historischen Studien (Buch Handel und Industrie des Kantons Glarus sowie die dreibändige Geschichte von Glarus in Daten) verdient gemacht und erhielt die Ehrendoktorwürde der Universität Zürich.
Fridolin Jenny-Heer (1784–1857), ein Bruder von Bartholome gründet eine eigene Handelsfirma und schloss sich mit dem in Lugano tätigen Bündner David Enderlin zusammen. Sie bauten 1836 eine grosse mechanische Baumwollspinnerei in Ziegelbrücke und 1851 eine Weberei Niederurnen. Die Söhne Fritz und Kaspar bauten 1868 eine weitere Weberei in Triesen (Liechtenstein) und Turin. 1880 wurden die Enderlins ausgekauft und Sohn Caspar (1819–1894) übernahm die Leitung des Unternehmens Fritz und Caspar Jenny (später Jenny Fabrics AG).

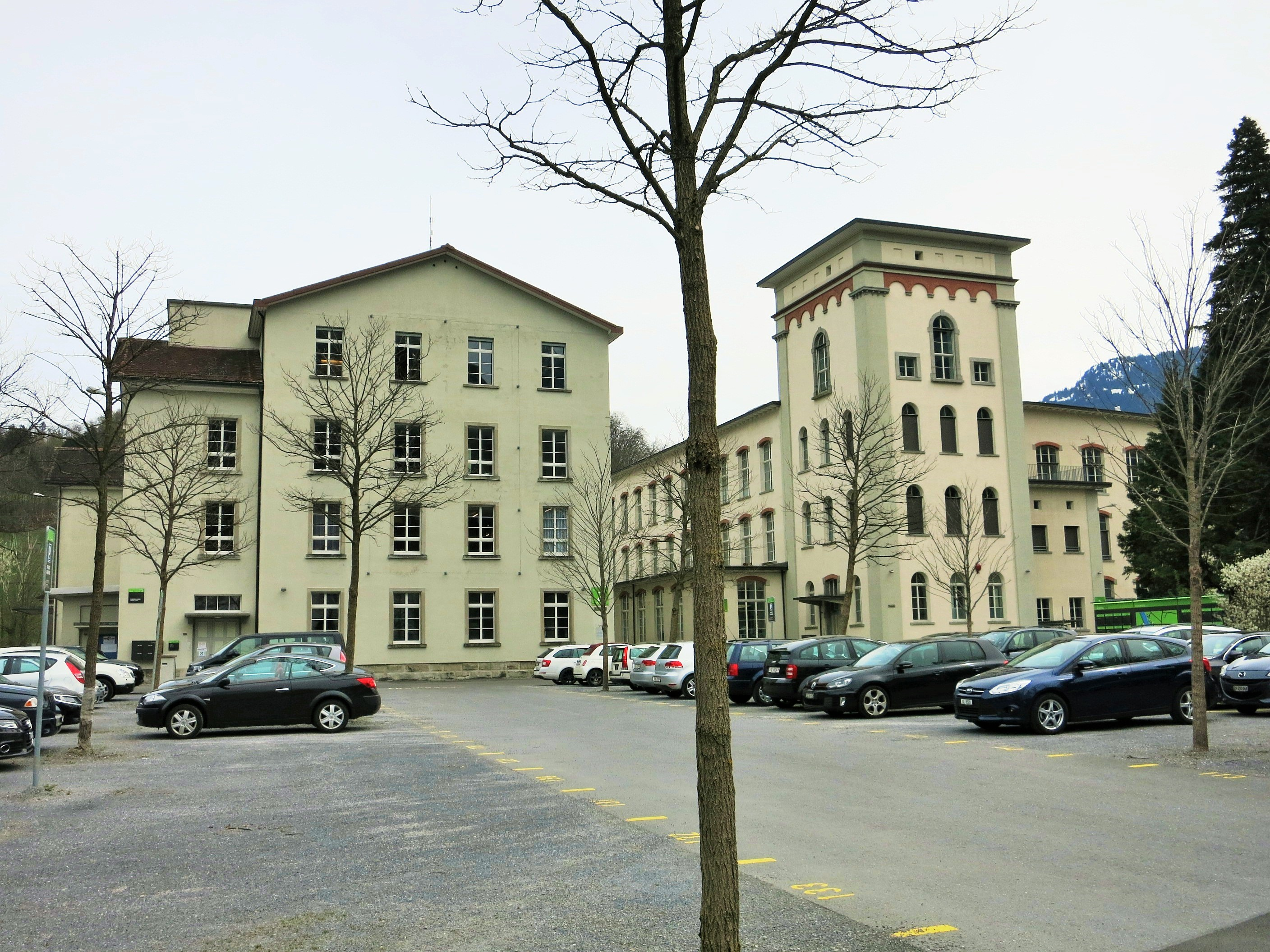
Jenny Fabrics in Ziegelbrücke
Spinnerei Gebrüder Jenny, Luchsingen
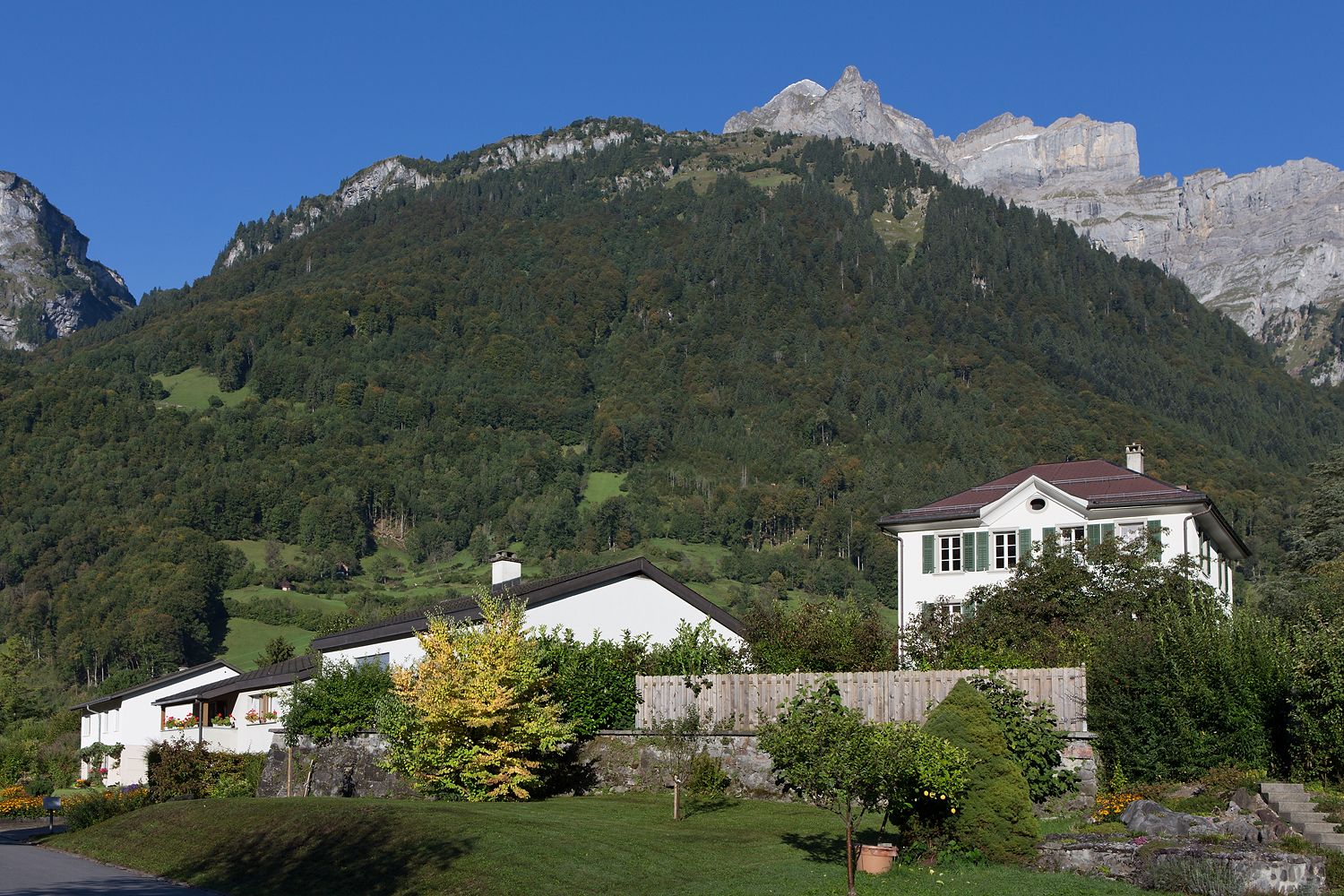
Haus Rudolf Jenny, Schwanden

Die Brüder Felix (1769–1854) und Johannes (1778–1855) gründeten in Sool eine Handweberei und eine Ferggerei und schlossen sich um 1800 der Firma ihres Schwagers Peter Blumer (später P. Blumer und Jenny Schwanden) mit Sitz in Ancona an. Sie waren mit der Druckerei Jenny & Blumer in Schwanden und der Spinnerei und Weberei Gebrüder Jenny in Luchsingen verbunden. Der Mitinhaber der Spinnerei Gebrüder Jenny Luchsingen, Jean Jenny-Ryffel (1832–1886) liess als Mitbegründer des Fabrikarbeitervereins (1863) für seine Mitglieder 1864 den Konsumverein Schwanden einrichten. Mitglieder dieser Familie übernahmen auch die Weberei Sernftal und gründeten eine Seidenfabrik in Stäfa.
Peter der Ältere (1800–1874) von Sool, der eine Handelsfirma in Manila gründete, war Mitglied der Standeskommission, des Berufungsgerichts, leitete die kantonale Schulkommission und trat 1859 in den Nationalrat ein. Unter seiner Führung war der Landesplattenberg in Engi in den 1830er Jahren zu einem florierenden Unternehmen geworden. Peter der Jüngere (1824–1879) war Konsul in Manila und der Nachfolger in der Staatskommission und 1866 im Nationalrat und vertrat Glarus von 1875 bis 1877 im Ständerat.
Im 19. Jahrhundert war die Verbindung von Spinnerei, Weberei, Druckerei und Handelshaus im gleichen Unternehmen charakteristisch. Die Jenny schlossen sich mit Kaufmanns- und Unternehmerfamilien zusammen wie den Aebli, Altmann, Becker, Blumer, Freuler, Oertli, Schiesser, Schindler, Streiff und Trümpy und wählten aus diesen Kreisen auch ihre Ehepartner.